# Сјејнега Спрингс (Аризона)
Сјејнега Спрингс (енгл. Cienega Springs) насељено је место без административног статуса у америчкој савезној држави Аризона.

## Демографија
По попису из 2010. године број становника је 1.798.
| Група             | 2000.    | 2010.         |
| Белци             | 0 (0,0%) | 1.490 (82,9%) |
| Афроамериканци    | 0 (0,0%) | 11 (0,6%)     |
| Азијати           | 0 (0,0%) | 16 (0,9%)     |
| Хиспаноамериканци | 0 (0,0%) | 208 (11,6%)   |
| Укупно            | 0        | 1.798         |